# Chromeurytoma clavicornis
Chromeurytoma clavicornis är en stekelart som beskrevs av Peter Cameron 1912.
Chromeurytoma clavicornis ingår i släktet Chromeurytoma och familjen puppglanssteklar. Inga underarter finns listade i Catalogue of Life.